# Чайка
Ча́йка чубата (Vanellus vanellus) — прибережний птах родини Сивкових, ряду Сивкоподібних. В Україні гніздовий перелітний птах. Гніздиться на вологих луках та трав'янистих болотах. Раніше мав обмежене мисливське значення. Через суттєве скорочення чисельності виду протягом останніх десятиріч МСОП у 2015 році цьому виду було надано статус «близький до загрозливого стану».

## Назви виду
Офіційно визнаною назвою виду Vanellus vanellus українською мовою є чайка. Саме цей термін є широко вживаним у науковій орнітологічній літературі та словниках української мови. У період русифікації України протягом XX ст. також застосовували синонім — «чибіс», що походить від рос. «чибис». У словниках української мови можна зустріти також термін «тігітка», проте він не застосовується в науковому обігу. У різних регіонах України існують народні назви цього птаха. Так на Сумщині, це — болотяна чайка, кулик, чайка, чибіс, чібіс. На Харківщині — чибіс, рідко — чайка. На Волино-Поділлі — чибіс.

## Опис

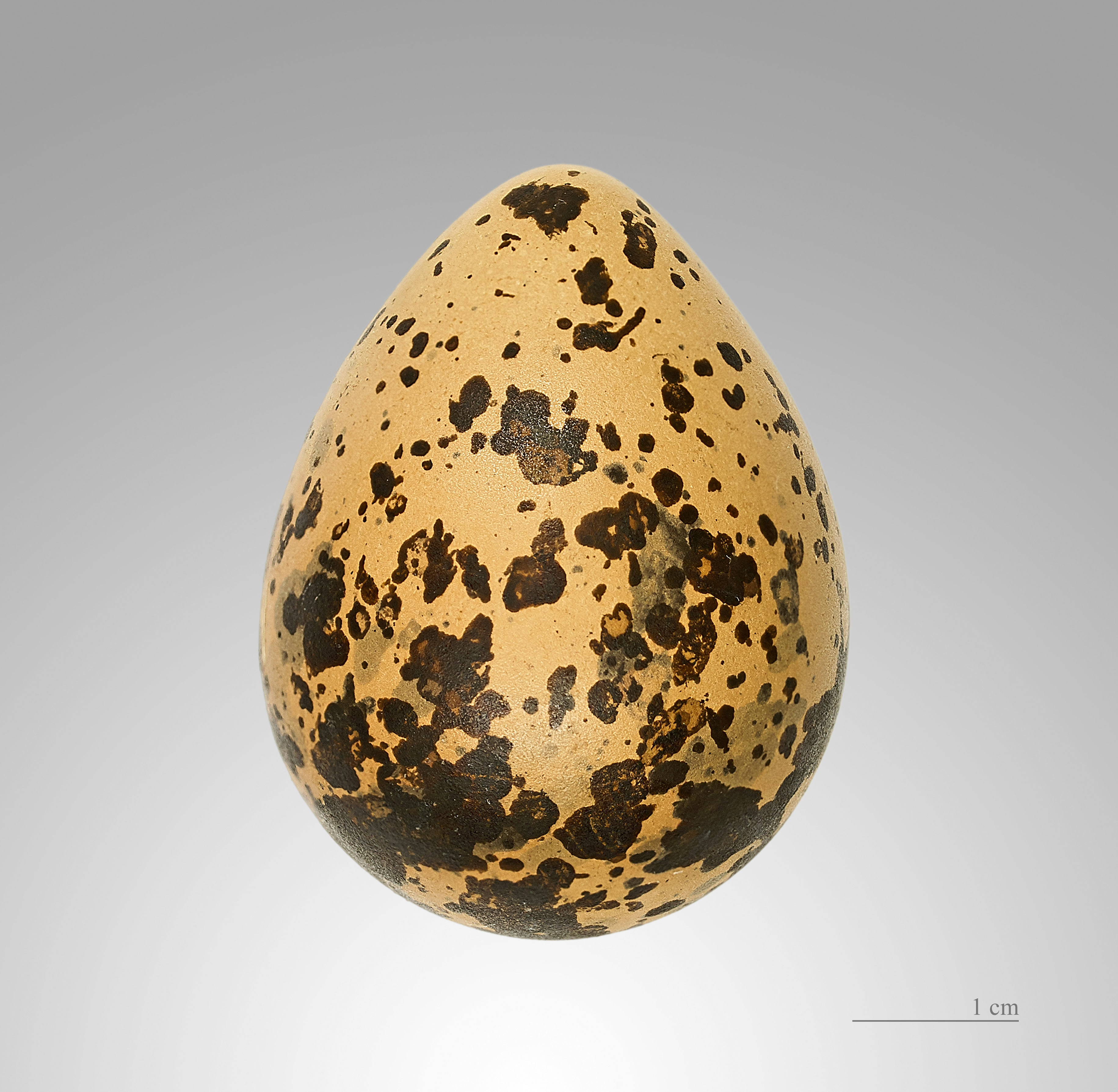
Яйце чайки

Птах завбільшки з галку або трохи менший. Розмір крила 21,5-23,75 см. У річному віці довжина тіла до 35 см, вага 180 — 225 г.
Відрізняється своїм чорно-білим забарвленням і тупими крилами. Верх — з сильним металевим зеленим, бронзовим і пурпуровим блиском; груди чорні; боки тіла, черево і боки голови білі; на голові чуб з дуже вузького й довгого пір'я. У літньому вбранні горло та воло чорні, у зимовому помітна велика домішка білого пір'я. Дзьоб чорний; око темно-буре; чотирипалі малинові ноги.

## Біологія
Перелітний птах, поширений у помірних районах Європи та Азії, інколи залітає до Північної Америки. В Україні трапляється скрізь, крім Карпат.
Прилітає на місця гніздування дуже рано, залежно від широти, з кінця лютого до початку квітня. Гніздиться на вологих луках та трав'янистих болотах. Гніздо у вигляді невеликої ямки у ґрунті. Чайка не боїться селитися поруч з людиною та є чудовим літуном — самці під час шлюбного періоду розважають самиць повітряними іграми. Прилітають перші чайки в той час, коли на полях зберігається сніговий покрив і тільки-но з'являються перші прогалини. Самиця відкладає 4 яйця, які висиджує разом з самцем.
Гніздиться колоніями, але не дуже тісно, або окремими парами. Поява небажаного прибульця викликає переполох у всій колонії: птахи з гучними пронизливими криками та різноманітними жалібними інтонаціями починають кружляти над ворогом, налітаючи дуже близько і цим дуже часто видають себе, адже гніздо чайки на землі помітити дуже важко, а пташенята відмінно маскуються. Якщо над весняними луками летить ворона або яструб, чайки почергово ганяють ворога поки він пролітає над їх гніздовими ділянками. Пташенята виводкові. Живиться чайка різноманітними безхребетними, павуками, слимаками, хробаками тощо.

## Значення та охорона
У 18 сторіччі в Європі яйця чайок були делікатесом. У Фрисландії досі популярна розвага, яка полягає у тому, щоб знайти перше яйце чайки цього року і подарувати королеві. Щороку сотні людей йдуть на пасовища у пошуках яєць. Той, хто знаходить перше яйце, відзначається як національний герой.[джерело?] Але сьогодні на це потрібна ліцензія, яка до того ж зобов'язує позначати гнізда чайок, а то й огороджувати, щоби вберегти їх від фермерської діяльності, оскільки чайки не можуть захистити себе від сільгосптехніки.
У Червоному списку Міжнародного союзу охорони природи у 2004—2015 роках чайка мала статус «Найменший ризик». У жовтні 2015 року через скорочення чисельності виду, йому було надано статус «близький до загрозливого стану».

## У культурі
В українському фольклорі відома журлива чумацька пісня «Ой горе тій чайці», яку, за деякими джерелами, дуже полюбляв, або, можливо, був її автором, гетьман України Іван Мазепа. Гетьман порівнював тогочасну Україну з чайкою, яка звела гніздо при битій дорозі. Слова пісні свідчать, що в давнину чайок впольовували й споживали в їжу.
Тарас Шевченко у вірші «До Основ'яненка»:
|  | Чайка скиглить, літаючи, мов над дітьми плаче, що то видно, що то чутно на степу козачім.. |